# Blepharicera appalachiae
Blepharicera appalachiae is een muggensoort uit de familie van de Blephariceridae. De wetenschappelijke naam van de soort is voor het eerst geldig gepubliceerd in 1986 door Hogue and Georgian.